# چشمه‌های مارویا

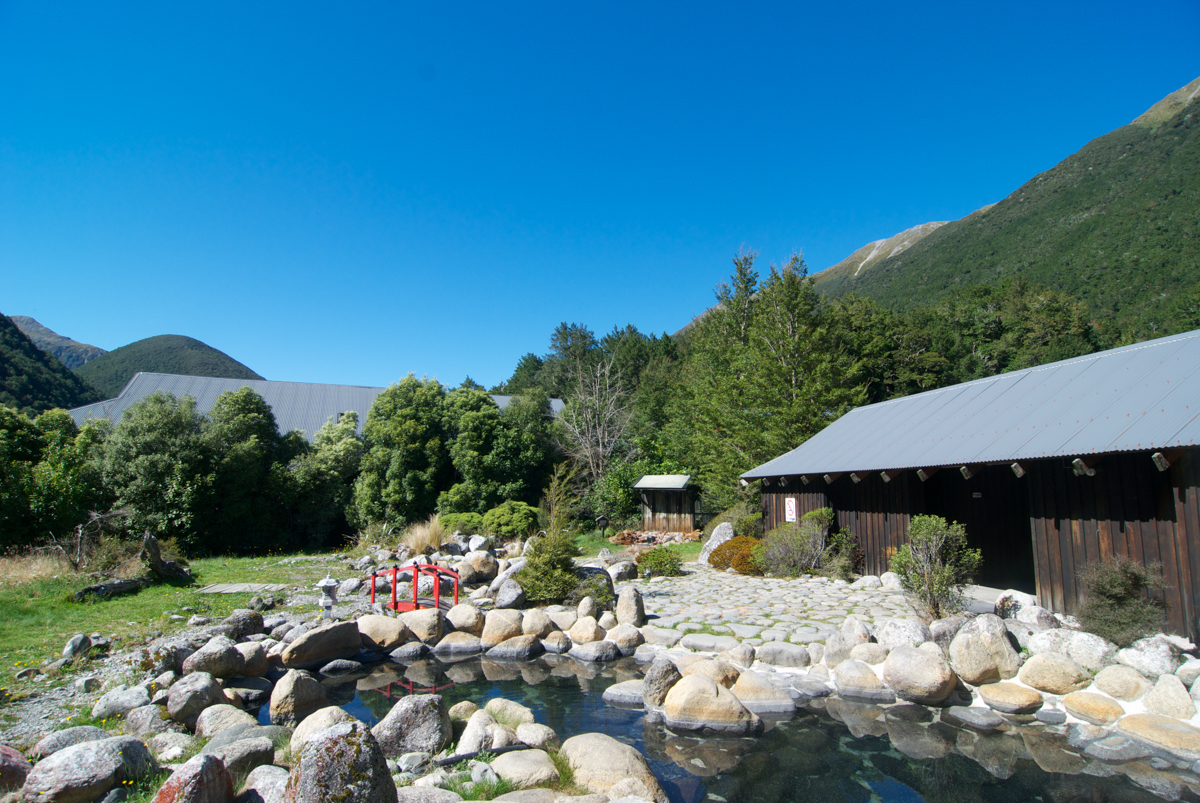
استخرهای سنگی، چشمه مارویا

چشمه‌های مارویا (Maruia Springs) یک سکونت‌گاه در منطقه ساحل غربی جزیره جنوبی نیوزیلند است که در ساحل جنوبی رودخانه مارویا در بزرگراه ایالتی ۷ در غرب گذرگاه لوئیس واقع شده‌است.
نام این شهرک به خاطر چشمه‌های آب گرم نزدیک است. اگرچه به‌اندازه سایر چشمه‌های آب گرم جنوب (مانند چشمه‌های هانمر) از نظر تجاری مورد بهره‌برداری قرار نمی‌گیرد، اما هنوز یک نقطه محبوب برای گردشگران است. آب گرم با دمای ۵۵ درجه سانتیگراد (۱۳۱ درجه فارنهایت) یا بیشتر، از چشمه‌ها و از چاه پمپ می‌شود و برای هتل، حمام ژاپنی، ۶ اسپای خصوصی و ۲ استخر سنگی به‌کار می‌رود.
مردم مائوری از صدها سال پیش با آین چشمه‌ها آشنا بودند و تاجران یشم برای استراحت و تجدید قوا از آن استفاده می‌کردند. در اواخر دهه ۱۸۰۰، مهاجران اروپایی کلبه‌های روستایی ساختند و در طول قرن بعد، این خانه در نهایت به یک هتل تبدیل شد.